# Polimeryzacja w masie
Polimeryzacja w masie (polimeryzacja blokowa, polimeryzacja w bloku) – rodzaj polimeryzacji, która odbywa się w fazie ciekłej, a rolę rozpuszczalnika, w którym rozpuszcza się polimer, pełni monomer. W jej wyniku powstaje jednolita masa polimeru w formie stałej, czyli bloku. Przyjmuje on kształt naczynia reakcyjnego. Może być jednocześnie produktem końcowym, bądź podlegać dalszym procesom, na przykład granulacji.
Proces ten może przebiegać w dwóch układach:
- heterogenicznym – polimer, który powstaje, wytrąca się ze środowiska reakcji – jest to rodzaj polimeryzacji blokowo-strąceniowej;
- homogenicznym – polimer i monomer ulegają wzajemnemu rozpuszczaniu.

Polimeryzacja blokowa wykorzystywana jest najczęściej do wysokociśnieniowej polimeryzacji etylenu – otrzymywanie polietylenu o niskiej gęstości, rodnikowej polimeryzacji styrenu, akrylonitrylu i octanu winylu.
Zalety polimeryzacji blokowej:
- Można uzyskać czyste, często przezroczyste materiały. Stanowi to bardzo ważną cechę w odniesieniu do ich zastosowania przy produkcji narzędzi medycznych, materiałów optycznych lub elektroizolacyjnych.
- Pozwala uniknąć stosowania kosztownych i uciążliwych operacji związanych z wydzielaniem, oczyszczaniem i suszeniem produktu.

Wady polimeryzacji blokowej:
- Wraz ze wzrostem przereagowania zwiększa się lepkość środowiska reakcji.
- Obserwowane są trudności z szybkim odbiorem ciepła reakcji. Może to skutkować zbyt dużym wzrostem temperatury, a w konsekwencji niekontrolowanym przebiegiem procesu.
- Monomery charakteryzują się małym przewodnictwem cieplnym, czemu często towarzyszy nierównomierny rozkład temperatury w układzie reakcyjnym. W konsekwencji dochodzi do miejscowego przegrzania. Wynikiem tego zjawiska może być duża polidyspersja masy cząsteczkowej polimeru, powstawanie dużych naprężeń własnych i mikropęknięć w uformowanych blokach.